# Pipunculídeos
Pipunculídeos (Pipunculidae) é uma família de moscas (Diptera), que chamam a atenção por sua enorme cabeça, quase totalmente coberta pelos grandes olhos compostos. As moscas desta família são encontradas em todo o mundo, e atualmente há mais de 1.300 espécies descritas.
As larvas de Pipunculidae são parasitóides de cigarrinhas (Homoptera), exceto o gênero Nephrocerus, que parasita os moscas da família Tipulidae. Os pipunculídeos possuem apenas dois estádios larvais. Algumas espécies são usadas para o controle biológico de pragas em plantações.